# إسماعيل موسى الحسيني
إسماعيل بن موسى بن طاهر الحسيني، هو مفتي القدس في النصف الأول من القرن الماضي.

## حياتة المهنية
هو مفتي القدس في النصف الأول من القرن الماضي. وهو أحد أثرياء القدس ومن أعيانها البارزين في أواخر العهد العثماني، ومدير المعارف في أضنة ثم في القدس في ذلك العهد. كان والده تاجراً ثرياً ورجل أعمال ناجحاً، جمع ثروة كبيرة وأورثها لأولاده عارف وشكري وإسماعيل. وقد ضمّت ثروته أراضٍ واسعة في قرى لواء القدس، مثل عين سينيا وغيرها. ولعلاقته بالفلاحين، استعانت السلطات العثمانية به لجباية الضرائب منهم، ودخل سلك الوظائف الحكومية، وشغل منصب رئيس مجلس المعارف في أضنة ثم في القدس. وفي أيامه أقيمت أول مدرسة للبنات في القدس. وقد ساهم في تطوير المدارس والتعليم في أواخر العهد العثماني. لكن وظيفته في المعارف أيضاً ضمت مهمة مراقبة المطبوعات والصحف الصادرة في المتصرفية، فكان بذلك الأداة التنفيذية للسياسة العثمانية في هذا المجال.
وفي سنة 1897 أقام إسماعيل بك بيتاً فخماً على أرضٍ مساحتها خمسة دونمات في الشيخ جراح، في حارة الحسينية. وأقيم البناء وفق تخطيط أوروبي، وهو مؤلف من ثلاث طبقات من الحجر المقدسي الصقيل والجميل.
وللمبنى مدخل فخم إستقبل إسماعيل بك فيه القيصر الألماني أيام زيارته للقدس سنة 1898. فكان ذلك الإستقبال الفخم الذي إشترك فيه علماء القدس وأعيانها ورجال الحكومة التركية، يوماً مشهوداً وصفته السيدة برتا وِسْتر سْبَفُورد التي كانت تسكن مع عائلتها في بيت مجاور. وقد تحوّل المنزل فيما بعد إلى فندقٍ سُمّي (نية أورينت هاوس).[هل المصدر موثوق به؟]
وفي سنة 1901 كان إسماعيل بك مدير المعارف في القدس، فجمع ما اكتشفه العلماء الأجانب، ولا سيما الدكتور بليس، من العاديات في فلسطين، وأفرد لها ست حجرات في المدرسة السلطانية القائمة بإزاء الباب المعروف بباب هيرودوس ونظّمها هناك على أحسن طريقة. وكانت الغاية من إقامة هذا المتحف الصغير أنْ يجد العلماء في القدس فرصةً لدرس تاريخ فلسطين منذ زمن الكنعانيين إلى أيام الدولة الرومانية. وسنة 1908 كلّفه أخوه شكري الحسيني تأسيس فرع لجمعية (الإخاء العربي العثماني) في القدس. فعقد اجتماعاً لعددٍ من أعيان القدس وشبابها المثقف، وأسّس المجتمعون فرع الجمعية في المدينة، وكان من زعمائها: نخلة زريق، وفيضي العلمي، وخليل السكاكيني، وغيرهم.
وبعد الحرب العالمية الأولى والإحتلال الإنجليزي للبلد، اتخذ إسماعيل بك موقفاً ودياً ومتعاوناً من الحكام الجدد، كما فعل مع من سبقهم. وشارك في الأنشطة والإجتماعات التشاورية الكثيرة التي عقدت سنة 1918 لإتخاذ موقفٍ فلسطينيّ بشأن وعد بلفور ومستقبل فلسطين. وقد عُقِد عددٌ كبير من تلك الإجتماعات في بيته. وكان بعض هذه الإجتماعات بمبادرةٍ من الإنجليز لتقريب وجهات النظر بين الفلسطينيين ورجال الحركة الصهيونية. ووافق إسماعيل بك على استقبال البعثة الصهيونية برئاسة وايزمن، والتي حضرت إلى البلد في نيسان/أبريل 1918. كما أنّه وافق فيما بعد على تأجير أرضه في عين سينيا ليعقوب شرتوك. وحصل على امتيازٍ للتنقيب عن النفط في جنوب فلسطين من شركة (ستاندرد أويل) ووافق سنة 1923 على إدراج اسمه بين أعضاء المجلس الإستشاري، الذي أراد الإنجليز تأسيسه في حينه. لكن عندما عارض معظم رجال الحركة الوطنية الفلسطينية إقامة المجلس سحب موافقته مع ثلاثة آخرين. وصرف إسماعيل بك حياته أيام الانتداب بعيداً عن السياسة ونشاط الحركة القومية، التي تزعمها أفراد آخرون من آل الحسيني، أبرزهم موسى كاظم والحاج أمين.